# النظرية العضوية للدولة
النظرية العضوية للدولة هي نوع من الجماعية السياسية التي تحافظ على أن الدولة تفوق الأفراد داخل الدولة في السلطة أو الحقوق أو الأولوية. وغالبًا ما ترجع إلى هيغل، برغم أن لها روابط بمفكرين قدماء مثل أفلاطون، وكان لها تأثير قوي في مجتمعات متنوعة مثل روسيا السوفيتية وألمانيا النازية والصين الشعبية، والفكر السياسي لـوودرو ويلسون وبعض المفكرين المشاركين في نيو ديل الأمريكية. ومن أمثلة النظرية العضوية في الحياة الحقيقية هو عندما تبنى هتلر خلال الحرب العالمية الثانية هذه النظرية عندما مارسوا سياسة "lebensraum" أو المجال الحيوي. وغزا الألمان بلدانًا أخرى من أجل الحصول على مزيد من الأراضي لبلدهم.
كما تم وصف اتحاد الأفراد الذين يشكلون الدولة على غرار الاتحاد بين أجزاء متعددة من جسم الحيوان، حيث تكون جميع الأجزاء مرتبطة ارتباطًا وظيفيًا ولا يمكن لجزء التواجد في عزلة عن البقية. ومثلما يكون للجسم وحدة طبيعية، يكون للمجموعة الاجتماعية أيضًا. فالذراع تعيش وتتحرك فقط كجزء من الجسم العضوي الكامل،
وإذا تم بترها من الجسم، فإنها تموت. إن النظرية العضوية هي مفهوم بيولوجي يصف الدولة من حيث «العلوم الطبيعية، وترى الأفراد الذين يشكلونها مماثلين لخلايا النبات أو الحيوان، وتفترض وجود علاقة اعتماد متبادل بينها وبين المجتمع مثل الموجودة بين أعضاء وأجزاء أحد الكائنات الحية والبنية كلها».
بعبارة أخرى، كما يتكون جسم الحيوان من خلايا، تتكون الدولة كذلك من عدة أفراد، وكما هي «العلاقة بين اليد والجسم، أو الورقة والشجرة، توجد العلاقة نفسها بين الرجل والمجتمع. فهو يتواجد في المجتمع، والمجتمع يتواجد فيه». وتعد الدولة وحدة عضوية «كائنًا روحيًا حيًا».
إن النظرية العضوية نظرية قديمة قدم الفكر السياسي نفسه. وقد قارن أفلاطون الدولة برجل ذي مكانة كبيرة، وتصور تشابهًا في وظائفهما. فقال أن "أفضل كومنولث منظم كان واحدًا تنظيمه الهيكلي يشبه تقريبًا من حيث المبدأ مثيله الخاص بالفرد. وقد اعتمد أيضًا شيشرو على نفس التشابه وشبّه رئيس الدولة بالروح التي تسيطر على الجسم البشري.
ومن بين كتاب العصور الوسطى وأوائل الأوقات الحديثة، كان يدعم النظرية بشكل ملحوظ جون ساليسبري ومارسيجليو ألثوزيوس وغيرهما الكثير. كما وجدت أيضًا تأييدًا من هوبز وروسو، بالرغم من أن التشبيهات والمقارنات التي قاموا بها كانت سطحية.
ومع تراجع نظرية العقد الاجتماعي، في وقت مبكر من القرن التاسع عشر، وجدت نظرية الطبيعة العضوية للدولة تعبيرًا جديدًا وقويًا. وقد صور كتاب العصر القديم والعصور الوسطى تشابهًا مجردًا بين الدولة والكائن الحي.
فهم يرون أن الدولة تشبه الكائن الحي. ولكن كتاب القرن التاسع عشر اعتبروا أن الدولة كائنًا حيًا.
حتى إن، التوضيحات الخيالية والتي تكون بلا جدوى في كثير من الأحيان للمفهوم العضوي، والتي تُعزى، على سبيل المثال، إلى الجهاز الهضمي والجهاز العصبي والجهاز القلبي الوعائي للدولة، إلخ، أصبحت موضوع الساعة.
وفي الواقع، «أصبح سحر النظرية مع تشابهاتها وتطابقاتها الحيوية منتشرًا على نطاق واسع بحيث بدت العلوم السياسية، لبعض الوقت، في خطر التعرض لأن تبتلعها العلوم الطبيعية».
وقد تأصلت النظرية الجديدة، أن الدولة هي كائن حي، في الأراضي الألمانية وهناك وجدت أبرز مؤيديها. ولكنها وصلت إلى أوجها في كتابات بلانتشلي.
كما أكد أن الدولة هي «صورة حقيقية للكائن البشري». ويستطرد قائلاً «إن اللوحة الزيتية شيء أكبر من مجرد تجميع لقطرات من الزيت، مثلما التمثال شيء أكبر من مزيج من الجسيمات الزجاجية، مثلما الإنسان شيء أكبر من مجرد كمية من الخلايا والكريات الدموية، وبالتالي فإن الأمة شيء أكبر من مجرد تجميع للمواطنين والدولة شيء أكبر من مجرد مجموعة من القوانين الخارجية».
وقد مدد تشبيهه الحيوي إلى أقصى حد ومنح الدولة نوعية الجنس، واصفًا إياها بأن لها شخصية رجل.
إن النظرية التي تكلم عنها سبنسر بالتفصيل هي أن الدولة كائن حي تلقى العلاج الأكثر علمية على يد هربرت سبنسر، الفيلسوف الإنجليزي.
يعتقد سبنسر أن الحياة الاجتماعية جزء من الطبيعة المتطورة باستمرار وبدءًا من فكرة التطور العالمي، أدرج بعد ذلك التطور البيولوجي في تحليله. وأكد على أن المجتمع هو كائن حي وأنه لا يختلف في أي مبدأ أساسي عن الكائنات البيولوجية الأخرى.
ويستكمل قائلاً أن سمات الكائن الحي والمجتمع متشابهة وأن العلاقات الدائمة الموجودة بين أجزائها المختلفة هي أيضًا متشابهة. فكلاهما يظهر نفس عملية التطور.
ويؤكد سبنسر على أن الحيوان والأجسام الاجتماعية تبدأ كجراثيم، جميعها متشابهة وبسيطة في البنية. وبينما تنمو وتتطور، تصبح غير متشابهة ومعقدة في البنية. ولكن عملية تطورهما هي نفسها؛ فكلاهما يتحرك من التشابه والبساطة إلى الاختلاف والتعقيد.
"وبما أن أدنى نوع من الحيوانات يكون كله معدة أو سطح الجهاز التنفسي أو أطرافًا، لذلك يكون المجتمع البدائي كله محاربين أو صيادين أو بنائين أو صانعي أدوات.
وبينما ينمو المجتمع في التعقيد، يتبعه تقسيم للعمل، أي تظهر أعضاء جديدة لها وظائف مختلفة، تتوافق مع تنوع الوظائف في الحيوان، والتي تصبح السمة الأساسية فيها متشابهة تمامًا".
في كلتا الحالتين هناك اعتماد متبادل بين الأجزاء. ومثلما تعتمد اليد على الذراع والذراع على الجسم والرأس، تعتمد أجزاء الكائن الاجتماعي على بعضها البعض.
يعتمد كل كائن، في حياته وأدائه الكامل للوظائف، على التنسيق والترابط السليم بين الوحدات. ومثلما تؤثر الحالة المرضية لأحد الأعضاء على الصحة والأداء السليم للأعضاء الأخرى، يرتبط الأفراد الذين يشكلون المجتمع ارتباطًا متلازمًا مع بعضهم البعض من أجل تحقيق ذاتهم بأفضل شكل.
هناك الكثير من اعتماد أحدهم على الآخر لدرجة أن محنة أحدهم تشل بقية المجتمع. «إذا توقف عامل الحديد في الكائن الاجتماعي عن العمل، أو فشل عامل المنجم أو منتج الأغذية أو الموزع في أداء وظائفه الطبيعية في اقتصاد المجتمع، فسيعاني الجميع من ضرر مثلما يعاني الكائن الحي الحيواني تمامًا من فشل أعضائه في أداء مهامها».
ويُشار أيضًا إلى أن المجتمع والكائن الحي يخضع كلاهما إلى البلى ومن ثم الإحلال والتبديل. ومثلما تبلى أنسجة الخلايا وكريات الدم في الكائن الحي الحيواني وتُستبدل بأخرى جديدة، بنفس الطريقة، يموت الأشخاص العجزة والمرضى، مما يُفسح المكان للأشخاص المولودين حديثًا.
ثم يوضح سبنسر بعض أوجه الشبه الهيكلية بين المجتمع والكائن الحي. فيقول، للمجتمع ثلاثة أنظمة تتوافق مع النظام الغذائي وأنظمة التوزيع ونظام التنظيم في الكائن الحي.
يتكون النظام الغذائي في الكائن الحي من الفم والمريء والمعدة والأمعاء ومن خلال هذا النظام فقط يمكن الشعور بالغثيان من تناول الطعام وتتم المحافظة على الجهاز العضوي كله. وبالمثل، يمتلك المجتمع نظامه الغذائي الخاص به ويُعد النظام الإنتاجي هو النظام الذي يضم مناطق التصنيع والمناطق الزراعية.
ويتكون نظام التوزيع في الكائن الحي من الأوعية الدموية والقلب والشرايين والأوردة التي يمكنها حمل الدم إلى جميع أجزاء الجسم. وتتوافق وسائل الاتصال والنقل في البنية الاجتماعية مع نظام التوزيع في الكائن الحي. ومثلما تُعد الأوعية الدموية والشرايين مهمة لجسم الإنسان، تُعد الطرق والسكك الحديدية وخدمات البريد والتلغراف مهمة أيضًا للمجتمع.
وأخيرًا، يُعد نظام التنظيم هو الآلية العصبية الحركية التي تنظم الجسم بأكمله. كما تنظم الحكومة في الجهاز السياسي أنشطة الأفراد وتتحكم فيها، وهو ما يماثل نظام التنظيم.
ويختتم سبنسر حديثه، من نقط الاتفاق هذه، أن الدولة تُعد كائن حي. ولكنه يعترف بنفسه أن الهوية بين الاثنين ليست كاملة. فهناك «تغاير شديد» واحد في هيكل الجهاز السياسي وبنية الكائن الحي الحيواني.
إن الكائن الحي الحيواني ملموس في بنيته، وهو ما يعني، أن وحداته متصلة معًا في اتصال وثيق وأنها تشكل بنية كاملة ملموسة. أما الجسد الاجتماعي، من ناحية أخرى، فهو غير مترابط.
لأن أجواءه منفصلة ومختلفة، أو، على حد تعبير سبنسر، وحدات الجسد الاجتماعي حرة و «متناثرة على نطاق أوسع أو أقل».
كما يشير سبنسر إلى اختلاف آخر بين الكائن الحي والجسد الاجتماعي. فيقول أن هذا الاختلاف مهم جدًا لأنه «يؤثر بشكل كبير على فكرتنا عن الغايات المطلوب تحقيقها من خلال التنظيم الاجتماعي». ويقول أنه ليس هناك «محس للأعصاب» في الجسد الاجتماعي.
وهو ما يعني أنه ليس هناك مركز واحد للوعي في المجتمع كما هو موجود في الجسم الحي. ففي الكائن الحي، يتركز الوعي في جزء واحد محدد من الجسم كله، في المخ أو الدماغ. أما في المجتمع، فهو يتوزع أو ينتشر في الجسم كله. ويمتلك كل فرد في المجتمع ضميره الخاص ويتصرف لنفسه بشكل مستقل عن الآخرين.
ولكن حتى هذه النقاط «الأساسية» في الاختلاف في هيكل الجهاز السياسي وبنية الكائن الحي الحيواني لم يمنع سبنسر عن افتراضه أن الدولة كائن حي. وفي الواقع، بنى سبنسر نظريته عن الفردية على هذه الاختلافات.
واختتم حديثه بأن الدولة ينبغي أن تترك الفرد وحده يسعى لتحقيق رفاهيته الخاصة، لأن «المجتمع موجود لصالح أفراده، وليس أفراده موجودين لصالح المجتمع». ومع ذلك، لم يدرك هربرت سبنسر أن استنتاجه كان على النقيض تمامًا من الطبيعة العضوية للدولة.

## وصلات خارجية
- http://www.faqs.org/theories/On-Ov/Organic-Theory-of-the-State.html
- http://adsabs.harvard.edu/abs/1938SciMo..47...48M
- http://links.jstor.org/sici?sici=0031-8191(194907)24:90<205:TOS>2.0.CO;2-L
- http://www.shareyouressays.com/88556/essay-on-the-organic-theory-of-state